# Matthieu Schneider
Pour les articles homonymes, voir Schneider.
Matthieu Schneider, né le 15 août 1942 à Avricourt est un footballeur français.
Il a exercé comme éducateur ou entraîneur aux quatre coins de la France avant de partir au Maroc, au Gabon, à La Réunion et actuellement à Mayotte où il est Conseiller Technique Régional de la Ligue de Football depuis 2000.

## Carrière de joueur
- Audun-le-Tiche et Mutzig
- 1965-1966 : RC Strasbourg Division 1
- 1966-1967 : AC Ajaccio Division 2
- 1967-1969 : AS Nancy-Lorraine Division 2

## Palmarès
- Vainqueur - Coupe de France en 1965-1966 (RC Strasbourg)
- Champion - Division 2 en 1966-1967 (AC Ajaccio)